# Pontozerebelläre Hypoplasie
Die Pontozerebelläre Hypoplasie ist eine sehr seltene angeborene fortschreitende Erkrankung mit rezessivem Erbgang. Die PCH (Abkürzung der Humangenetik) betrifft das Zentralnervensystem: sie geht mit einer Minderentwicklung (Hypoplasie) des Kleinhirns und der Brücke einher.
Klinisch stehen schwerste Entwicklungsstörungen, häufig mit ausgeprägter Schluckstörung und damit verbunden häufigen Aspirationen.
Auf Initiative der Eltern-Selbsthilfegruppe wurde für die PCH Typ II in 2014 eine Alltagsstudie durchgeführt, mit dem Ziel, neue Erkenntnisse über den natürlichen Verlauf im Hinblick auf die kognitive und motorische Entwicklung, das Wachstum und die Versorgung im Alltag zu erlangen. Die Ergebnisse wurden als allgemeinverständlicher Extrakt auch in der „PCH2 Eltern-Broschüre“ vorgestellt.

## Einteilung
Nach dem klinischen Bild werden verschiedene Typen unterschieden:
- Beim Typ I (PCH1), Synonym: Norman-Krankheit, bestehen schwerwiegende Störungen der Motorik mit ausgeprägter Spastik, die üblicherweise während des ersten Lebensjahres zum Tode führen; da beim Typ I auch die Motoneuronen des Rückenmarks untergehen, kann das klinische Bild an eine akute kindliche spinalen Muskelatrophie (Typ Werdnig-Hoffmann) erinnern.[3][4]
- Der Typ II (PCH2) ist durch eine progressive Mikrozephalie mit Bewegungsstörungen (Chorea/Dystonie) oder Spastik und zum Teil auch epileptischen Anfällen charakterisiert, während das Rückenmark keine Auffälligkeiten aufweist.[5][6] Es handelt sich um eine autosomal-rezessiv vererbte Erkrankung. Die häufigste verantwortliche Mutation ist A307S/A307S im Abschnitt TSEN54 (Chromosom 17, Genort q25).[7] Weitere Kinder mit zum Teil schwerster Ausprägung der Erkrankung unter Beteiligung des Großhirns sind beschrieben worden.[8][9][10] Die Lebenserwartung ist eingeschränkt. In Deutschland wird die Zahl der Erkrankten auf weniger als 100 geschätzt.
- Der Typ III (PCH3), Synonyme: Kleinhirnatrophie mit progressiver Mikrozephalie; PCH mit Optikusatrophie; PCH ohne Dyskinesie; CLAM, ist ähnlich dem Typ II, weist zusätzlich eine Opticusatrophie auf. Aufgrund gehäuften Auftretens innerhalb einer Familie ist auch hier von einer genetischen Erkrankung auszugehen. Auch hierbei besteht eine eingeschränkte Lebenserwartung.[11]
- Der Typ IV (PCH4) ist ähnlich dem Typ II. Dabei sind zusätzlich die Oliven betroffen (olivopontocerebelläre Hypoplasie), der Verlauf wird als schwerer beschrieben und die Lebenserwartung ist geringer.[12]
- Der Typ V (PCH5) ähnelt dem Typ IV, hat aber den Krankheitsbeginn bereits im Mutterleib „fetal-onset“.
- Weitere Typen sind in Einzelfällen beschrieben, die nicht den anderen zugeordnet werden können.[13][14][15][16]